# تررو (نیومکزیکو)
تررو (به انگلیسی: Tererro) یک منطقهٔ مسکونی در ایالات متحده آمریکا است که در نیومکزیکو واقع شده‌است. تررو ۲٬۳۵۳٫۰۸ متر بالاتر از سطح دریا قرار دارد.